# Stora Le
Stora Le eller Lesjön (norska: Store Le) är en sjö belägen i Värmland och Dalsland i Sverige och Østfold fylke i Norge. Den ingår i Göta älvs huvudavrinningsområde. I norr delar sig sjön i två grenar. Den västliga grenen går in i Norge och den östliga in i Värmland. Sjön är 99 meter djup, har en yta på 136,1 kvadratkilometer och befinner sig 102,1 meter över havet. Sjön avvattnas av vattendraget Upperudsälven.
Hela längden från Ed i söder genom Nössemarks socken och upp till Töcksfors i norr, vid Foxen, är ungefär 70 km. Bredden är obetydlig, sällan mer än 2–3 km, utom på ett ställe av Foxen, där den är 5 km. Arealen av Stora Le och Foxen tillsammans är 136,1 kvadratkilometer. Det gör Stora Le till den 18:e största i landet. På gränsen mellan Sverige och Norge ligger den lilla Trollön (Trolløya på norska). På dess västra del finns riksröse nr 21.
Sjösystemet reglerades om år 1945 och höjdes till 102,1 meter över havet, en höjning med 0,6 meter. Tillåtna variation högsta och lägsta nivå är 2 meter, tillåten tappning är 80 kubikmeter i sekunden. Sjösystemet är anslutet till Dalslands kanal och kan nås av båtar.
I Stora Le förekommer Dalslands landskapsfisk, hornsimpa. Sjön har bergiga, skogbevuxna stränder.

## Sjösystemet Stora Le-Foxen
Stora Le ingår i sjösystemet Stora Le-Foxen som även omfattar Foxen 59°22′23″N 11°53′06″Ö / 59.373°N 11.885°Ö,
Lelång samt Östra och Västra Silen. Det sträcker sig från Köpmannebro vid Dalbosjön (en del av Vänern) och upp genom Dalsland till västligaste Värmland, med en förgrening in i Norge, i Østfold fylke. En av de mer spektakulära passagerna i sjösystemet är akvedukten i Håverud. På ett antal platser tvingas man slussa, såsom Bengtsfors, Gustavsfors, Lennartsfors och Töcksfors. Sjöarna är, med undantag av Foxen, smala och långa, vilket gör dem perfekta som kanotvatten. Det finns flera ställen längs sjöarna där man kan hyra kanoter, och det finns ett antal iordningställda övernattningsplatser.